# Encinas Reales
Encinas Reales ist eine Gemeinde mit 2.234 Einwohnern (Stand: 2024) in der Provinz Córdoba in Andalusien. Sie liegt in der Comarca Subbética.

## Geographie
Encinas Reales liegt im südlichen Teil der Provinz Córdoba, an der Grenze zur Provinz Málaga, die durch den Fluss Genil markiert wird. Die Gemeinde grenzt an Benamejí, Cuevas Bajas, Cuevas de San Marcos, Lucena und Rute.

## Geschichte
Die Gemeinde Encinas Reales trennte sich 1836 von der Verwaltung von Lucena und bekam ihr eigenes Rathaus. Die Ansiedlung begann im 17. Jahrhundert und bestand aus Bauern, die aus Lucena stammten. Der ursprüngliche Name war Encinas Ralas.

## Sehenswürdigkeiten
- Kirche Ntra. Sra. de la Expectación
- Wallfahrtskirche "Ermita de Jesús de las Penas"